# Малаж, Аркадиуш
Аркадиуш Малаж (род. 19 июня 1980 года в Пултуске) — польский футболист, вратарь, тренер вратарей клуба «Легия».

## Футбольная карьера
В Польше Малаж начал заниматься футболом с клубом «Наднарвянка Пултуск». В польской лиге ему не удалось добиться успехов. Он безуспешно пытался закрепиться в столичных «Полонии» и «Гвардии». Его дебют состоялся в сезоне 2003/04 в составе «Свита», он сыграл в 20 матчах. В следующем сезоне уже в форме «Амики» он провёл 10 встреч. 2005/06 сезон стал для Малажа ещё худшим. В первой половине сезона он не сыграл за «Амику» ни одного матча, а во второй части сезона (уже в составе «Леха») сыграл лишь дважды.
В сезоне 2006/07 он играл в греческой лиге за «Ксанти». Малажу принадлежит рекорд греческой лиги по числу матчей без пропущенных мячей — он не пропускал в семи матчах подряд, в итоге он простоял 683 минуты без пропущенных мячей. Хороший сезон в «Ксанти» привлёк к Малажу внимание более титулованных клубов. В 2007/08 сезоне он защищал цвета «Панатинаикоса». Цена сделки составила полмиллиона евро. Во время торжественной церемонии в Афинах Малаж получил награду: Ассоциация профессиональных футболистов признала его лучшим вратарём греческой лиги в сезоне 2006/07. 28 августа 2008 года он был сдан в аренду на год в ОФИ. В июле 2009 года он подписал трёхлетний контракт с «Ларисой». Через год он стал игроком кипрского «АЕЛ Лимасол», а после следующего сезона перешёл в греческий «Панахаики». Последним зарубежным клубом польского вратаря был кипрский «Этникос Ахна», в котором Малаж провёл сезон 2012/2013.
Малаж вернулся в Польшу летом 2013 года и подписал контракт с «Белхатувом» из Первой лиги. Команда с Камилом Кьереси во главе набрала 63 очка и, выиграв Первую лигу, получила повышение в элитный дивизион. В феврале 2015 года Аркадуш Малаж подписал контракт с «Легией», соглашение было рассчитано до июня 2017 года. 15 февраля того же года он дебютировал за столичный клуб в матче против «Ягеллонии». 11 октября 2016 года он продлил контракт с «Легией» до 30 июня 2018 года. 5 ноября 2017 года игра против «Погонь Щецин» в рамках 15-го тура Экстракласа стала сотым матчем для Малажа в цветах «Легии». 28 января 2018 года Аркадиуш Малаж продлил свой контракт с «Легией» ещё год, до 30 июня 2019 года. 14 июня 2019 года руководство «Легии» сообщило, что не приняло решение о продлении контракта с вратарём. Малажу предложили должность тренера вратарей, но он отказался, объяснив это тем, что хочет продолжить карьеру игрока. 13 сентября 2019 года Аркадиуш Малаж подписал двухлетний контракт с «ЛКС Лодзь». 14 сентября 2021 года объявил об окончании карьеры.

## Достижения
Белхатув:
- Победитель Первой лиги Польши: 2013/14

 Легия:
- Чемпион Польши (3): 2015/16, 2016/17, 2017/18
- Обладатель Кубка Польши (2): 2014/15, 2015/16

## Личная жизнь
Жена Аркадиуша Малажа, Дарья Кабала, работает репортёром на «Canal+ Sport». У пары двое сыновей: Ив и Брун.